# Gefängniskapelle

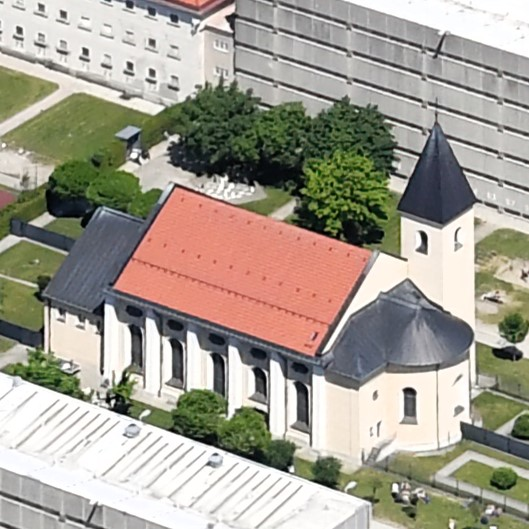
Kirche St. Maria Trösterin der Betrübten, JVA München Stadelheim

Als Gefängniskapelle (Gefängniskirche, Anstaltskirche, JVA-Seelsorgeraum) bezeichnet man einen Andachtsraum oder ein eigenständiges Gotteshaus einer Justizvollzugsanstalt (bzw. eines Gefängnisses). Sein Zweck ist die religiöse Unterstützung von Inhaftierten. Eine Gefängniskapelle gewährleistet die Gefängnisseelsorge mit Gottesdiensten, Gebeten und Seelsorgegesprächen und die Ausübung der Religionsfreiheit durch die Gefangenen.

## Geschichte
Die ersten Gefängniskapellen wurden in mittelalterlichen Haftanstalten eingerichtet, um Gefangenen Buße und religiöse Läuterung zu ermöglichen. Diese kirchlichen Räume in Gefängnissen sollten der religiösen und moralischen Läuterung der Gefangenen dienen.
Im 19. Jahrhundert wurde diese Praxis fortgeführt, die Kapellen dienten aber nicht mehr nur der religiösen Betreuung, sondern auch der Stabilisierung des Gefängnislebens, indem sie den Inhaftierten einen Raum für Einkehr und Besinnung boten.
Nach den Europäischen Strafvollzugsgrundsätzen des Europarats ist die Gedanken-, Gewissens- und Religionsfreiheit der Gefangenen zu respektieren. Das Vollzugssystem soll den Gefangenen ermöglichen, ihre Religion auszuüben und Gottesdienste zu besuchen.